# Masao Harada
Masao Harada (japonès: 原田正夫)  (Kyoto, 22 de setembre de 1912 - Yokohama, 22 de gener de 2000) va ser un atleta japonès, especialista en salt de llargada i triple salt, que va competir durant la dècada de 1930.
El 1936 va prendre part en els Jocs Olímpics d'Estiu de Berlín, on disputà dues proves del programa d'atletisme. En la prova del triple salt guanyà la medalla de plata, mentre en la del salt de llargada quedà eliminat en sèries.
En el seu palmarès també destaquen dues medalles de plata, en el triple i salt de llargada, als Jocs de l'Extrem Orient de 1934, així com el campionat nacional de llargada de 1935, 1936, 1938 i 1939 i el de triple de 1933, 1939 i 1940. El 1934 va establir el rècord nacional de triple.

## Millors marques
- Salt de llargada. 7m 59cm (1934)
- Triple salt. 15m 73cm (1939)[2]